# Alvis Hermanis

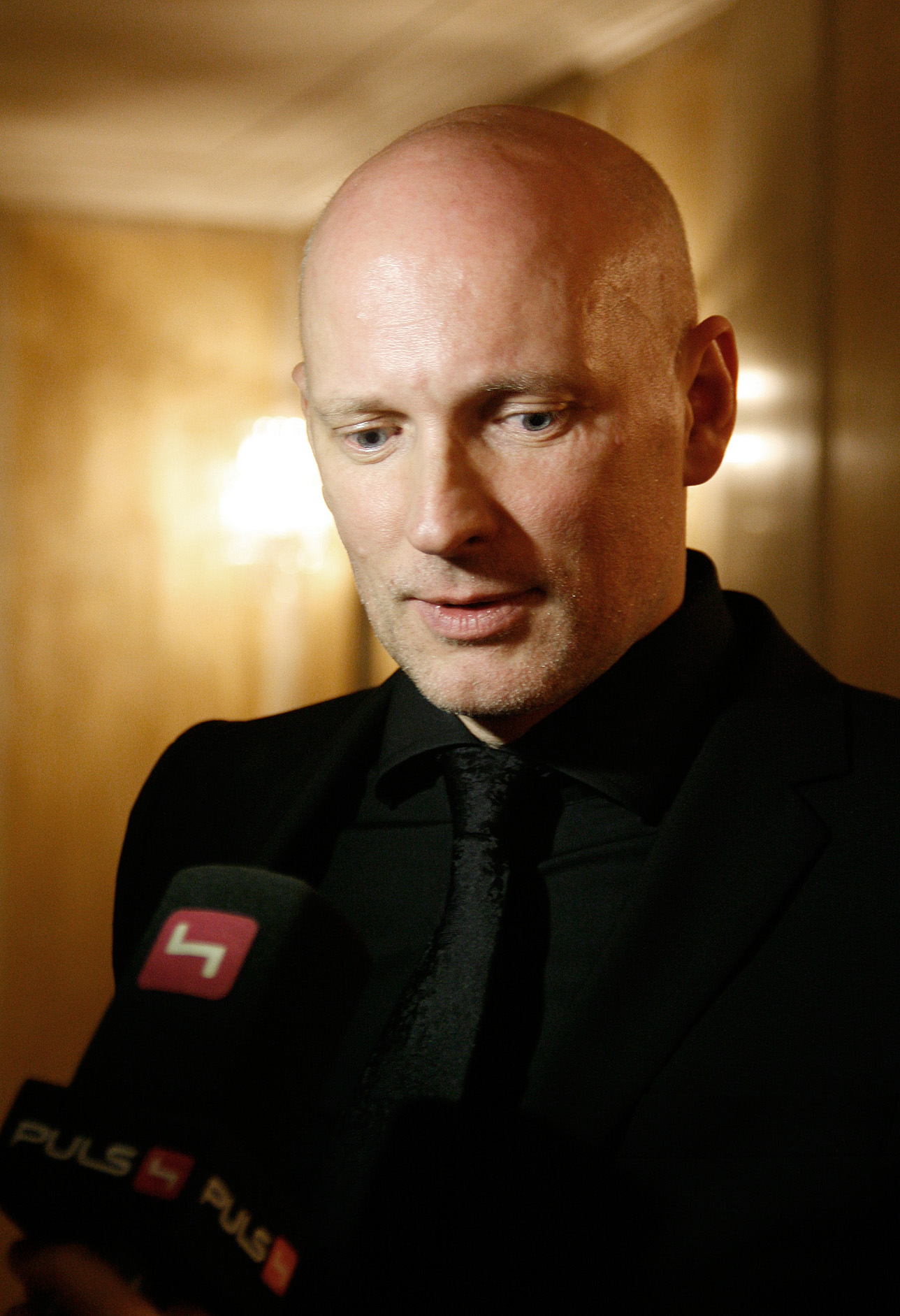
Alvis Hermanis (2010)

Alvis Hermanis (* 27. April 1965 in Riga) ist ein lettischer Schauspieler, Theaterregisseur, Dramatiker und Intendant des Neuen Theaters Riga (Jaunais Rīgas teātris).

## Leben
Alvis Hermanis schloss 1988 das Schauspielstudium am Lettischen Staatskonservatorium ab. 1990 trat er in Paris in das Internationale Jugendtheateratelier ein. Seit 1997 ist er der Intendant des Neuen Theaters Riga. Zurzeit ist er einer der schöpferischsten lettischen Theaterregisseure und der international bekannteste. Manchmal wirkt Hermanis in seinen Aufführungen als Schauspieler mit. Er hat auch Erfolge in den Stücken anderer Regisseure gefeiert: Im Jahr 2004 wurde er als Bester Schauspieler des Jahres für seine Rolle als Jean in dem Stück Fräulein Julie von August Strindberg (Jūlijas jaunkundze, Regisseurin Māra Ķimele) geehrt. Außerdem hat er in mehreren Filmen mitgewirkt.

## Inszenierungen
Seit 1993 inszeniert er Aufführungen am Neuen Theater Riga. Mit Projekten wie Like a Calm and Peaceful River is the Home - Coming nach Steven Soderberghs Sex, Lies and Videotape (1992), eine seiner ersten Arbeiten am Neuen Theater Riga, wurde er von der Kritik bereits für die „beste Inszenierung der Spielzeit“ ausgezeichnet. Es folgten Marquise de Sade nach Mishima Yukio (1993, beste Inszenierung des Jahres in Lettland). Mit dieser Inszenierung wurde er 1995 zum Baltic House Festival in St. Petersburg eingeladen.
Weitere Inszenierungen: Das Bildnis des Dorian Gray von Oscar Wilde (1994), Feuer und Nacht nach einem Stück von Jānis Rainis und in der Musik von Jānis Mediņš an der Lettischen Nationaloper, das den Großen Musikpreis von Lettland gewann (1996), Arcadia von Tom Stoppard (1998), Bungee Jumping von Jaan Tätte (2000), das auf einer Tournee in Kanada und den USA gezeigt wurde. Die Stadt von Jewgenij Grischkowez (2001) und Der Revisor von Nikolai Gogol (2002; beste Inszenierung des Jahres in Lettland, Montblanc Young Directors Award 2003).
Mit seinem Neuen Theater Riga nahm er an Festivals in Russland, Polen, Litauen, Estland, der Slowakei, der Tschechischen Republik, Finnland, Deutschland, Österreich, den USA, Kanada, Frankreich, Belgien, der Schweiz, Ungarn, den Niederlanden, Italien sowie Serbien/Montenegro teil. Außer den regelmäßigen Gastspielen der Rigaer Truppe sind seine Werke in den letzten Jahren immer häufiger in deutschsprachigen Theatern und Festivals zu sehen. 2005 inszenierte Hermanis Das Eis. Kollektives Lesen eines Buches mit Hilfe der Imagination von Wladimir Sorokin in Frankfurt am Main und bei der RuhrTriennale. 2007 inszenierte Hermanis The Sound of Silence für die Berliner Festspiele. Seit 2007 inszeniert er am Schauspielhaus Zürich Brennende Finsternis von Antonio Buero Vallejo (2006), Väter (2007) und Der Idiot. Anfang des Romans von Dostojewski (2008). Am 4. April 2008 feierte die Kölner Affäre am Schauspiel Köln Premiere und ebendort am 27. April Die Geheimnisse der Kabbala nach Isaac B. Singer. In der Spielzeit 2009/10 inszenierte Alvis Hermanis die österreichische Erstaufführung von Eine Familie von Tracy Letts im Wiener Akademietheater. Seine Inszenierung Väter wurde ins Akademietheater in die Spielzeit 2010/11 übernommen.

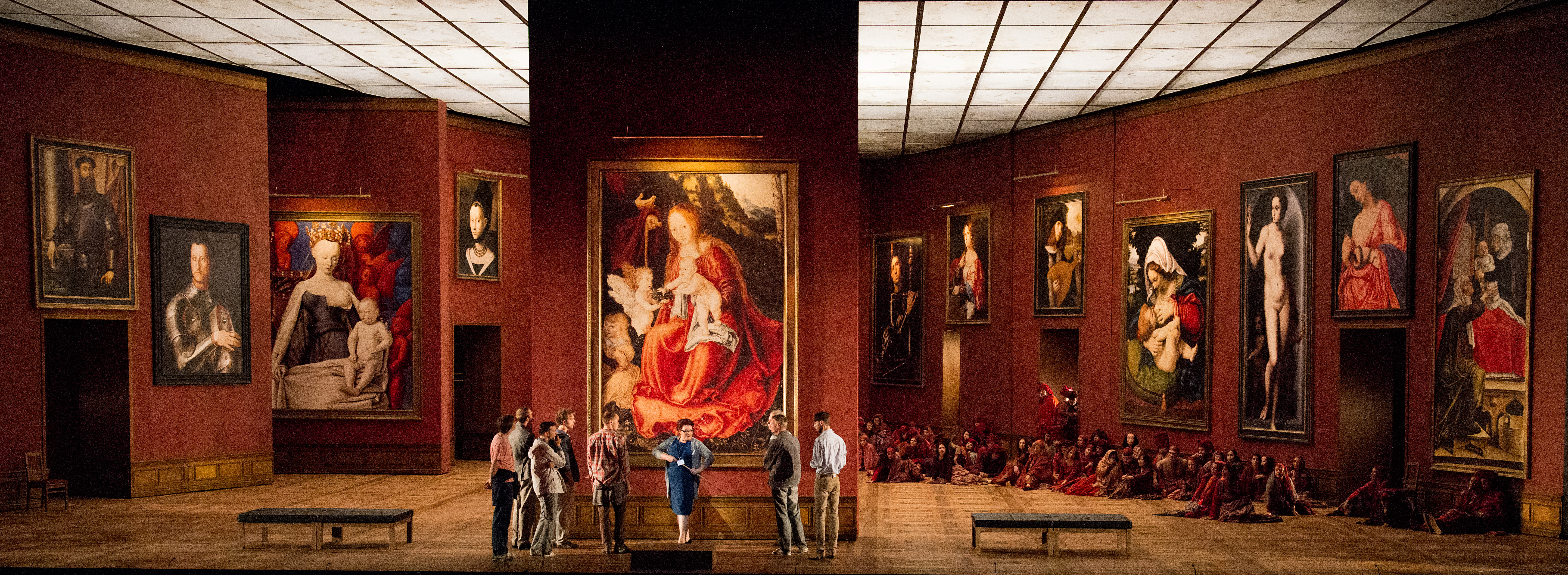
Il trovatore, Salzburger Festspiele 2014

Am 8. Oktober 2010 hatte seine Fassung von Der Ruf der Wildnis nach Jack London Premiere an den Münchner Kammerspielen, am 5. Mai 2011 seine fünfstündige Inszenierung von Tschechows Platonov am Burgtheater Wien und ebenfalls dort am 25. September 2011 seine Version von Schnitzlers Das weite Land. Die Tschechow-Inszenierung wurde zum Berliner Theatertreffen 2012 eingeladen.
Bei den Salzburger Festspielen inszenierte Hermanis erstmals Opern: 2012 Bernd Alois Zimmermanns Soldaten, 2013 Harrison Birtwistles Gawein, jeweils in der Felsenreitschule, beide Male mit Ingo Metzmacher am Pult, 2014 Il trovatore mit Anna Netrebko und Plácido Domingo im Großen Festspielhaus, im Sommer 2016 Die Liebe der Danae von Richard Strauss, ebenfalls im Großen Festspielhaus (mit Franz Welser-Möst am Pult).
2013 wurde er von der Schaubühne am Lehniner Platz in Berlin eingeladen, Sommergäste von Maxim Gorki in Szene zu setzen. 2015 inszenierte er am Burgtheater Der Revisor von Nikolai Gogol. 2016 inszenierte er Madama Butterfly an der Mailänder Scala, er war auch für das Bühnenbild verantwortlich. 2017 debütierte er an der Wiener Staatsoper mit Richard Wagners Parsifal.

## Regiestil
Alle Inszenierungen Hermanis' unterscheiden sich in hohem Maße stilistisch und thematisch voneinander, gemeinsam ist ihnen jedoch die Orientierung der Aufführung an der Arbeit des Schauspielers, ihre intellektuelle Nonkonformität und die Suche nach einer autonomen, spirituell bereichernden Sprache der Kunst. So hat er z. B. in der berühmten Inszenierung Das Lange Leben auf die Sprache verzichtet, ebenso wie in The Sound of Silence. Alvis Hermanis spielt in seinen Aufführungen charakteristisch mit verschiedenen Theaterstilen und -ästhetiken, mit östlichen und westlichen Kulturelementen. Hermanis schafft eigene, originelle Kombinationen unter Verwendung von Figuren und Symbolen einzelner Perioden der weltweiten Kultur und Geschichte. Insbesondere greift er auf die historisch bedingte Verbindung Lettlands zu Russland zurück und betont, wie sehr das heutige Lettland durch diese Verhältnisse geprägt worden ist, was man im Revisor oder im Langen Leben beobachten kann.
Das von ihm geleitete Neue Theater Riga kann als Ausgangspunkt neuer Theatererfahrungen und der Suche nach den Grenzen der Wirklichkeit angesehen werden. Neben klassischen, im psychologischen Stil einstudierten Aufführungen, wie Mein armer Marat (Mans nabaga Marats) von Arbusow 1997 oder Das lange Leben (Garā dzīve, 2003), bedient er sich auch des Marionettentheaters (Eine Geschichte über Kaspar Hauser, 2003) oder einer Mixtur verschiedener Medien und Blickwinkel in Nach Gorki (Tālāk, 2004). Seit 2005 beschäftigt er sich intensiv mit dem Thema Letten und mit Geschichten, die auf realen Leben basiert sind. Im Programmheft der Lettischen Geschichten schreibt Hermanis: „Das Leben einer realen Person ist mehr Wert als alle Stücke Shakespeares zusammen genommen.“ Zum Teil wurde auf solche Art und Weise schon im Langen Leben gearbeitet, den Höhepunkt erreicht diese multiple Autorenschaft in den Inszenierungen Lettische Geschichten (Latviešu stāsti, 2005), Lettische Liebe (Latviešu mīlestība, 2006) und Kölner Affäre (2008). In diesen Werken erweisen sich Alvis Hermanis und seine Schauspieler als präzise Beobachter ihrer Umwelt.
Bei der Wiesbadener Theater-Biennale Neue Stücke aus Europa wurden Hermanis’ Stücke Marta vom blauen Hügel (Zilākalna Marta, 2010) und Schwarze Milch (Melnais piens, 2012) aufgeführt. Bei den Wiener Festwochen 2010 war sein Stück Kapusvēkti – Friedhofsfest zu Gast.

## Kontroversen
Im November 2014 warf Hermanis dem russischen Präsidenten Putin respektloses Betragen gegenüber dem verstorbenen Schriftsteller Wassili Makarowitsch Schukschin vor. Putin habe nach dem Besuch der Moskauer Hermanis-Inszenierung Schukschins Geschichten das Podium betreten, um in einer Propagandarede den Schriftsteller Schukschin als Verbündeten der derzeitigen russischen Politik umzudeuten. Dass Putin ausdrücklich auch den Regisseur Hermanis gelobt habe, obwohl dieser einen Monat zuvor auf die schwarze Liste für Personen mit Einreiseverbot gesetzt worden sei, charakterisierte Hermanis als potentiell gefährlich, da politisch unlogisch.
Aus Protest wegen des Eintretens des Thalia Theaters für Flüchtlinge hat Hermanis, der sich selbst als Konservativen betrachtet eine für April 2016 geplante Inszenierung in Hamburg abgesagt. Er halte das humanitäre Engagement für falsch und wolle damit nicht in Verbindung gebracht werden. Nach der Pressemeldung warf Hermanis dem Theater Verfälschungen seiner Aussagen aus privatem Briefkontext vor. Eine vollständige Erklärung seinerseits setzte er auf die Homepage des Neuen Rigaer Theaters: Als in Paris arbeitender Vater von sieben Kindern wolle er aus privaten Gründen nicht die Opfer der Terroranschläge am 13. November 2015 in Paris betrauern und gleichzeitig bei einem Theater arbeiten, welches sich mit Flüchtlingsaufnahmezentren identifiziere. Er habe die Zusammenarbeit beendet, nachdem ihm in Gesprächen klar geworden sei, dass die Theaterleitung nicht offen für abweichende Meinungen sei.

## Auszeichnungen

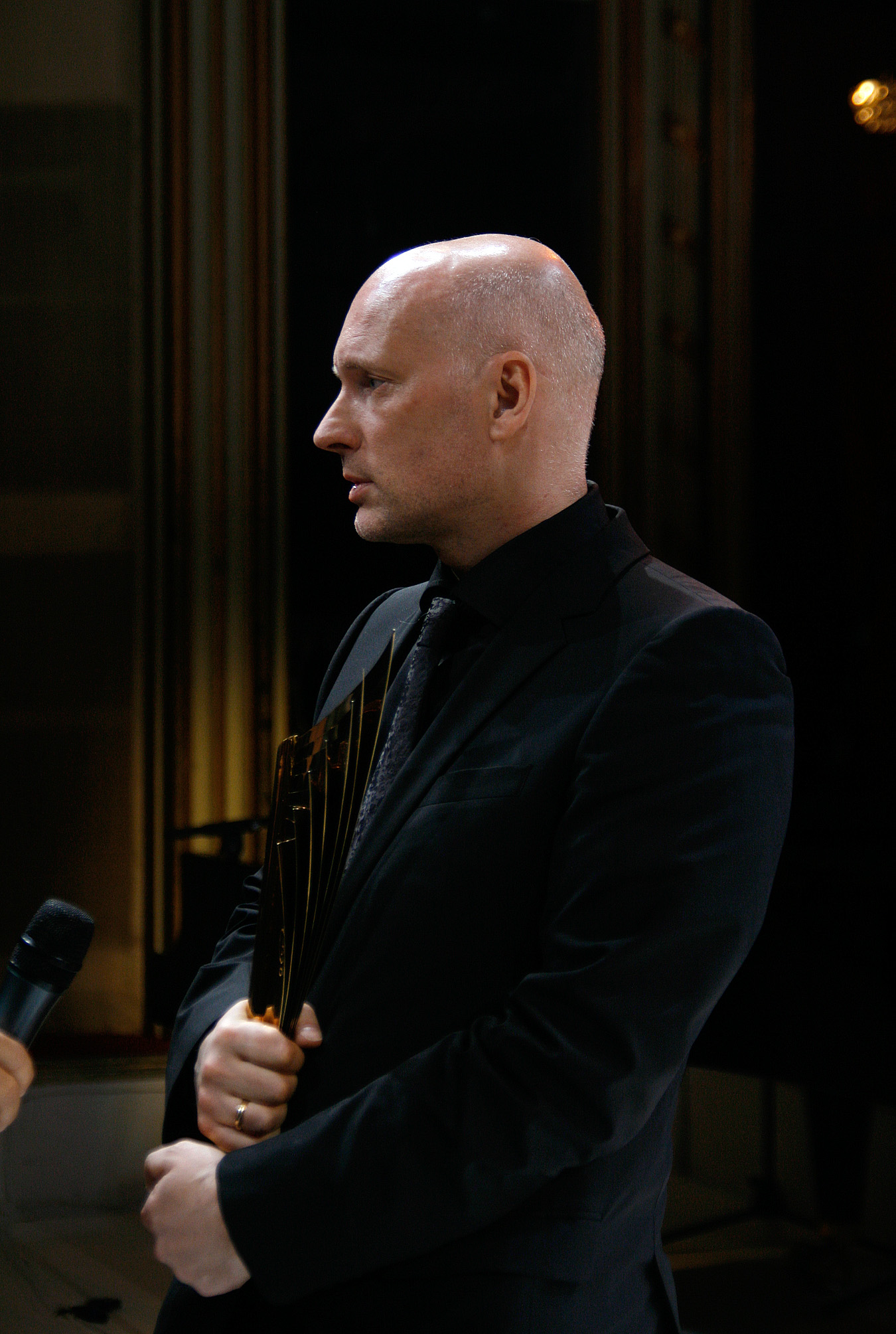
Alvis Hermanis mit dem Nestroy-Theaterpreis 2010 als bester Regisseur

Hermanis erhielt zahlreiche Theaterpreise in Lettland, Polen und Kroatien, sowie beim Festival BITEF'93. Darüber hinaus:
- 2003 Young Directors Award der Salzburger Festspiele für seine Inszenierung des Revisor
- 2007 Europäischer Theaterpreis (New Theatrical Realities) (Saloniki)
- 2010 Nestroy-Theaterpreis (beste Regie) für Eine Familie am Akademietheater Wien
- 2010 Konrad-Wolf-Preis der Akademie der Künste Berlin
- 2012 Einladung zum Berliner Theatertreffen